# Музика (журнал)
«Му́зика» — музичний ілюстрований науково-популярний журнал.

## Історична довідка

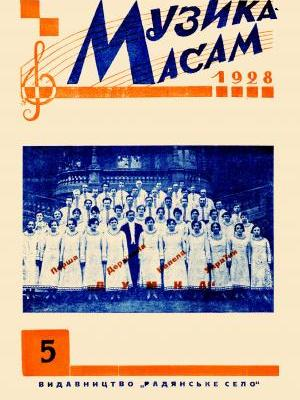
Обкладинка журналу «Музика — масам», 1928.

Журнал «Музика» заснований у 1923 році (перше число датоване квітнем) в Києві як друкований орган Всеукраїнського музичного товариства імені Миколи Леонтовича.

Видання журналу «Музика» стало унікальною подією в музично-культурному житті України 20-х років ХХ сторіччя. Журнал зібрав величезну читацьку аудиторію і компенсував брак спеціальних музичних видань в Україні майже протягом десятиріччя. Підготовкою видання журналу займалася Видавнича комісія МТЛ, що підтверджує «Положення про Музичне видавництво» (1923 року): 
|  | З метою поширення української музичної літератури, переважно сучасної, Музичне товариство імені Леонтовича закладає власне видавництво, що видає ноти, підручники, монографії, місячник “Музика”. |

До складу редакційної колегії входили провідні діячі МТЛ: Пилип Козицький (головний редактор), Микола Грінченко, Михайло Вериківський, Климентій Квітка, Григорій Верьовка, Павло Тичина, Борис Яновський тощо.
«Музика» протягом 1923–25 років виходила щомісячно тиражем 1500 примірників. З 1926 року Товариство починає видавати «Українську музичну газету», але через скрутні фінансові обставини її вийшло тільки 6 номерів, а друк журналу «Музика» поновлено з річною перервою 1927 року — раз на 2 місяці. У 1928 році після реорганізації МТЛ у ВУТОРМ журнал «Музика» змінює назву на «Музика масам», а з 1931 року — «Музика мас». Згодом він трансформується у «Радянську музику» (1933–34, 1936–41), що став органом Спілки радянських композиторів України. Редактори журналу цих часів — А. Ольховський і О. Білокопитов. Видання поновлене в 1970 році, продовжує виходити й сьогодні.
До 2018 року часопис видавався Державним підприємством «Національне газетно-журнальне видавництво», нині його засновником є ТОВ «Видавничий дім „Українська культура“». Творчий колектив продовжує традиції, закладені ще на початку 1920-х років Всеукраїнським музичним товариством імені Миколи Леонтовича. З 2016 року журнал очолює відомий театрознавець і хореограф, заслужений журналіст України, лауреат премії Президента України «Українська книжка року» та премії в галузі театрознавства й театральної критики НСТДУ Володимир Корнійчук.
У 2015—2017 роках журнал мав інтернет-версію.

### Реформування 2019 року
Видання Національного газетно-журнального видавництва, в тому числі і журнал «Музика», не були реформовані згідно Закону України «Про реформування державних і комунальних друкованих засобів масової інформації» через відмову Міністерства культури України вийти зі складу співзасновників.
14 лютого 2019 року журнал «Музика» отримав нове свідоцтво про державну реєстрацію № 23729-13569Р. Новим засновником газети виступило Товариство з обмеженою відповідальністю «Видавничий дім «Українська культура», створене 28 грудня 2018 року редакціями видань Національного газетно-журнального видавництва.
24 квітня 2019 року Національна спілка журналістів України за перешкоджання реформуванню видань «Українська культура», «Музика», «Культура і життя» та «Кримська світлиця» включила Міністра культури України Євгена Нищука до антирейтингу «Ворогів реформування преси».

## Хронологія змін назв і засновників
- 1923—1925 — «Музика» (щомісячник, Київ, Музичне Т-во ім. Леонтовича)
- 1926 — «Українська музична газета» (щотижневик, Київ, Музичне Т-во ім. Леонтовича)
- 1927 — «Музика» (6 номерів на рік, Київ, Музичне Т-во ім. Леонтовича)
- 1928—1930 — «Музика — масам» (щомісячник, Харків, УПО НКО, ЦК ЛКСМУ, Музичне Т-во ім. Леонтовича, Культсектора ВУРПС)
- 1931 — «Музика мас» (щомісячник, Харків, орган Сектора Мистецтв НКО УСРР, Культсектора ВУРПС, ЦК ЛКСМУ та Всеукраїнського Т-ва Революційних Музик (ВУТОРМ)
- 1933—1941 — «Радянська музика» (щомісячник, Харків, оргбюро Спілки Радянських музик України і Сектора Мистецтв НКО).
- 1970—1991 — «Музика» (Київ, Міністерство культури УРСР, Спілка композиторів України, Музичне товариство УРСР)
- 1992—2018 — «Музика» (Київ, Міністерство культури України, Спілка композиторів України, Всеукраїнська музична спілка)
- З 2019 — «Музика» (Київ, ТОВ «Видавничий дім „Українська культура“»)

## Головні редактори
- 1923—1925, 1927 — редакційна колегія: М. Вериківський, Ю. Гарник, М. Грінченко, М. Качеровський, П. Козицький (головний редактор)[4]
- 1928 (№ 1 — 9) — Микола Христовий
- 1928—1929 (№ 5) — О. Петренко-Левченко
- 1929 (№ 6) — 1931 — В. Васютинський (т.в.о.)
- 1933 (№ 1) — А. Бенькович
- 1933 (з № 2) — 1934 — П. Козицький (заст. гол. ред.)
- 1936 (№ 1 — 5) — М. М. Карпов
- 1936 (№ 6 — 9) — 1937 (№ 5) — О. О. Білокопитов (т.в.о.)
- 1937 (№ 6) — 1941 — Редколегія
- 1970 — 2003 — Едуард Яворський
- 2004—2009 — Тетяна Швачко
- 2010—2015 — Ольга Голинська
- З 2016 — Володимир Корнійчук

## Вміст
На сторінках журналу «Музика» ви знайдете цікаві матеріали про міжнародні конкурси та фестивалі, концерти, оперні й балетні вистави, діяльність відомих музичних колективів, проблеми молодіжного мистецтва, освіти, науки, музичного життя української діаспори тощо. А також познайомитесь з творчими портретами славетних композиторів, прочитаєте інтерв'ю з відомими музикантами тощо.
Спеціалізований журнал «Музика» — це можливість бути в курсі подій сучасного мистецтва та поглиблювати свої знання у безмежному світі класичної музики.